# Albanologi
Albanologin är en vetenskap som behandlar albanernas kultur, historia och språk och kan därför anses vara en del av balkanologin. Inom albanologins ramar tillämpas de vetenskapliga metoderna för arkeologi, historievetenskap och litteratur- och jämförande språkvetenskap.
Den självständiga vetenskapliga grenen albanologi uppstod i sekelskiftet mellan 1800-talet och 1900-talet. Centrum för forskning är idag universitetet i Tirana och universitetet i Pristina i Kosovo. Forskning om albanologi bedrivs även i Italien (vid universiteten i Neapel och Palermo), i Tyskland (Ludwig-Maximilians-Universität i München) och i Österrike (Karl-Franzens-Universität i Graz).
I Sverige erbjuder Uppsala universitet kurser i albanskt språk och kultur.
Betydande albanologer
- Franz Nopcsa von Felső-Szilvás (1877-1933)
- Johann Georg von Hahn (1811-1869, tysk och österrikisk diplomat som ses som grundare av albanologin, samlade material och talade albanska, publicerade Albanska studier 1854.)
- Milan Šufflay (1879-1931, professor i Zagreb)
- Norbert Jokl
- Martin Camaj
- Shaban Demiraj (språkvetare i Tirana, medlem i den albanska vetenskapsakademin)s
- Xhevat Lloshi (språkvetare i Tirana)
- Gustav Meyer
- Edith Durham
- Eqerem Çabej
- Stuart Edward Mann
- Carlo Tagliavini
- Wacław Cimochowski
- Eric Pratt Hamp
- Agnija Desnickaja
- Ullmar Qvick[1]